# 文儒镇
文儒镇，是中华人民共和国海南省澄迈县下辖的一个乡镇级行政单位。

## 行政区划
文儒镇下辖以下地区：
山心村、村头村、文丰村、坡尾村、土腰村、文儒村、石浮村、桂根村、槟榔根村、大边村、珠宝岭村、加月村和昌文村。